# IC 2243
IC 2243 је појединачна звијезда у сазвјежђу Рак која се налази на листи објеката дубоког неба у Индекс каталогу.
Деклинација објекта је + 23° 57' 45" а ректасцензија 8h 15m 18,5s.